# Дукісса (співачка)
Дукісса Фотара (грец. Δούκισσα Φωταρά, 8 лютого 1941, Пасалімані, Пірей — 30 вересня 2010), сценічне ім'я Дукісса — грецька виконавиця лаїки та рембетики.

## Творча біографія
Дукісса Фотара народилася в Піреї 1941 року в добу окупації. Свою сценічну кар'єру розпочала у віці 12 років як танцюристка. Вітчим Дукісси Фотара Янніс Лаутаріс (грец. Γιάννης Λαουτάρης) — відомий в Греції виконавець музики для бузукі — допомагав їй на початковому етапі, і 1956 року вона дебютувала в музичній індустрії.
Перша платівка Дукісси на 78 обертів містила пісню Стеліоса Хрісініса «Με την κοπέλα π’ αγαπώ». З того часу бере відлік її плідна дискографія. Альбоми «Ατάκα και επί τόπου» (1975) та «Λαϊκά για τη Δούκισσα» (1984) здобули статус «золотих». Поряд із написанням музики і співом, Дукісса також працювала у кіно, знялася в 10 фільмах у період з 1966 по 1970 рік (серед стрічок «Ένας χίπις με φιλότιμο», «Θα κάνω πέτρα την καρδιά μου», «Τα αδέλφια μου», «Συντρίμμια τα όνειρά μας» та інші).
Дукісса Фотара була двічі одружена і мала двох синів. Померла 30 вересня 2010 року в афінській клініці після 18-річної боротьби із раковим захворюванням. За 5 місяців до смерті потрапила в автомобільну аварію, яка ще більше погіршила стан здоров'я. Похована на Першому Афінському кладовищі.

## Вибрані записи
| - «Πού πας χωρίς αγάπη» (1969) - «Δούκισσα» (1970) - «Δούκισσα» (1972) - «Ταξίμια και τσαλίμια» (1973) - «Πορτραίτα» (1976) - «Δούκισσα» (1977) - «Δούκισσα» (1978) - «Δούκισσα» (1979) - «Δούκισσα» (1980) - «Πορτραίτο» (1981) - «Για σένα ξανά τραγουδώ» (1981) - «Δούκισσα» (1982) - «25 χρόνια Δούκισσα, οι μεγαλύτερες επιτυχίες» (1985) - «15 χρόνια Δούκισσα» (1985) | - «Συστημένα για τη Δούκισσα» (1985) - «Το θέμα μας είναι» (1986) - «Φιλάκια» (1987) - «Στη χώρα του έρωτα» (1988) - «Όλοι οι άντρες» (1989) - «20 μεγάλες επιτυχίες» (1990) - «Προλήψεις» (1991) - «Οι μεγάλοι έρωτες» (1993) - «Οι μεγάλες ερμηνείες» (1994) - «Ο έρωτας είναι Έλληνας» (1994) - «Τα πρώτα μου τραγούδια 1964-68» (1995) - "Η μεγάλη κυρία/30 χρόνια τραγούδι (1995) - "Η Δούκισσα τραγουδά Γιώργο Ζαμπέτα (1995) - «Έρχομαι» (1998) |

Записи, в яких Дукісса Фотара виступала співвиконавицею
- «Συρτάκι, συρτάκι» (1968)
- «Αγωνία» (1969)
- «Αναμνήσεις» (1969)
- «Τα αισθηματικά» (1974)
- «Γιάννης Μαρκόπουλος: Τα πρώτα τραγούδια» (1976)
- «Τα παιδιά της πιάτσας» (1977)
- «Τα λαϊκά της νύχτας» (1981)
- «Τα χασικλίδικα» (1983)
- «Τα λαϊκά της νύχτας 2» (1984)
- «Τα γλεντζέδικα» (1984)
- «Έξω ντέρτια» (1986)
- «Χίλια περιστέρια» (1991)
- «Αθήνα Θεσ/νίκη» (1991)
- «Τα γλεντάκια Νο 2» (1992)
- «Τα τραγούδια μας, 13 καινούργια λαϊκά» (1993)